# Ziggy Alberts
Ziggy Alberts (* Juli 1994) ist ein australischer Singer-Songwriter.

## Anfänge
Ziggy Alberts wurde im Juli 1994 geboren und wuchs an der Sunshine Coast (Queensland) auf und wurde bis zu seinem dreizehnten Lebensjahr zuhause unterrichtet. Am 31. Dezember 2010 schenkten ihm seine Eltern als Abschlussgeschenk eine Gitarre. Alberts sah sich eigentlich nicht im kreativen Bereich und wollte Zahnmedizin studieren: „Ich hatte nicht vor Musiker zu werden, also bedankte ich mich einfach für dieses Geschenk. Meine Eltern sagten, vielleicht sei es an der Zeit das Songwriting zu erforschen, und von diesem Zeitpunkt an war es vorbei.“ Alberts besuchte eine öffentliche Schule an der Sunshine Coast und schloss diese im Alter von 16 Jahren ab.

## Karriere

### Anfänge (2011–2016)
Alberts nahm 2011 seine Gitarre in die Hand und begann an der Ostküste Australiens Straßenmusik mit ihr zu machen. 2012 veröffentlichte er seine erste selbstaufgenommene EP mit dem Titel Feels Like Home. Kurz darauf war Alberts Mitbegründer seines eigenen Labels Commonfolk Records. Im Oktober 2013 veröffentlichte er sein erstes Studioalbum Made of Water und verbrachte den größten Teil des Jahres 2014 mit Tourneen, bevor er kurz darauf im Dezember 2014 sein zweites Album Land & Sea veröffentlichte.
Im Oktober 2015 wurde die Single Runaway veröffentlicht. Alberts sagte darüber: „Runaway ist ein Lied über die Wiedereröffnung einer Beziehung, die mein emotionales Vertrauen stark beeinträchtigt hat, um wieder Freunde zu werden und diese Vertrauensprobleme zu heilen“. Im Mai 2016 veröffentlichte Alberts Four Feet in the Forest – eine EP mit insgesamt fünf Songs. Diese sollen vor allem soziale- und ökologische Fragen hervorheben. Das restliche Jahr wurde ausschließlich für seine „Start Over Summer Tour“ genutzt, insgesamt spielte Alberts 44 Shows in ganz Australien.

### Laps Around the Sun(2017–2018)
2017 tourte Alberts im Rahmen der Tell Me European Tour durch elf verschiedene europäische Länder, unter anderem in Frankreich (Fête de la Musique), den Niederlanden (Mundial Festival) sowie in Deutschland (Bochum Total). Im September 2017 veröffentlichte Alberts Heaven, die erste Single seines kommenden Studioalbums. Mit diesem Lied schaffte er es erstmals in die ARIA Charts, welche auf Anhieb den 85. Platz erreichte. Love Me Now wurde im Mai 2018 veröffentlicht, gefolgt von der gleichnamigen Single Laps Around the Sun im August sowie Stronger im September 2018. Im November desselben Jahres wurde schließlich sein drittes Album Laps Around the Sun veröffentlicht, welches auf Anhieb Platz neun der ARIA Charts erreichte. Das Album ist eine Metapher über die Rotation der Erde in einer leidenschaftlichen Botschaft über die Bedeutung des Schutzes von Meereslebewesen.

### A Postcard from an Australian Summerund weitere Singles (2019)
Im Juli 2019 veröffentlichte Alberts die Live-EP A Postcard from an Australian Summer. Im August desselben Jahres wurde die Single Intentions (22) veröffentlicht.

### I Won’t Give You UpundSearching for Freedom(2020–2021)
Im Jänner 2020 wurde die Single Together als Reaktion auf die Buschbrände in Australien veröffentlicht. Alberts spendete 10 % der Streaming-Einnahmen aus dem ersten Monat der Veröffentlichung an verschiedene Organisationen, die im Kampf gegen die Buschbrände im Einsatz waren.
Im Juni 2020 wurde die Single Don't Get Caught Up veröffentlicht. Die Single wurde auf Anhieb für ihre möglichen lyrischen Anspielungen gegen die COVID-19-Impfung sowie die angebliche gesundheitsschädigende 5G-Strahlung scharf kritisiert. Alberts reagierte darauf mit verschiedenen Social-Media-Beiträgen, in denen er seine Ablehnung, insbesondere der „...der möglichen Bestrafung sowie Geldstrafen der Nichteinhaltung“ während der COVID-19-Pandemie erlassenen Maskenpflicht sowie Quarantänemaßnahmen.
Im August 2020 wurde die EP I Won’t Give You Up in Kooperation mit dem australischen Hip-Hop Duo Horrorshow veröffentlicht. Im September desselben Jahres wurde das vierte Studioalbum Truly Acoustic veröffentlicht. Bereits im November 2020 kündigte Alberts Einzelheiten zu seinem fünften Studioalbum Searching for Freedom an, das am 19. März 2021 veröffentlicht wurde.
Anfang November 2021 gab Alberts bekannt, dass sein eigenes Label Commonfolk Records einen globalen Vertriebsvertrag mit Ingrooves Music unterzeichnet hat. Wenige Tage später, am fünften November, veröffentlichte er die Single I Believe.

### Dancing in the Dark(2022)
Im Mai 2022 kündigte Alberts sein fünftes Album Dancing in the Dark an, welches am vierten November desselben Jahres erschienen ist.

## Diskografie

### Studioalben
| Jahr | Titel                 | Höchstplatzierung, Gesamtwochen, AuszeichnungChartsChartplatzierungen (Jahr, Titel, Platzierungen, Wochen, Auszeichnungen, Anmerkungen) | Anmerkungen                             |
| Jahr | Titel                 | AU | Anmerkungen                             |
| ---- | --------------------- | --- | --------------------------------------- |
| 2013 | Made of Water         | — | Erstveröffentlichung: 3. Oktober 2013   |
| 2014 | Land & Sea            | AU— GoldAU | Erstveröffentlichung: 12. Dezember 2014 |
| 2018 | Laps Around the Sun   | AU9 ×2Doppelplatin · (21 Wo.)AU | Erstveröffentlichung: 9. November 2018  |
| 2021 | Searching for Freedom | AU27 (1 Wo.)AU | Erstveröffentlichung: 19. März 2021     |
| 2022 | Dancing in the Dark   | — | Erstveröffentlichung: 4. November 2022  |

Weitere Alben
- 2019: Four Feet In The Forest (AU: ×2Doppelplatin )

### Singles mit Auszeichnungen
- 2014: Hands I Can Hold (AU: Platin)
- 2018: Heaven (AU: Platin)
- 2018: Stronger (AU: Platin)
- 2018: Bright Lights (AU: Gold)
- 2018: Love Me Now (AU: ×2Doppelplatin )
- 2018: On Hold (AU: Gold)
- 2018: Start Over (AU: Gold)
- 2018: Worn Out (AU: Gold)
- 2018: Laps Around the Sun (AU: ×3Dreifachplatin )
- 2019: Gone (The Pocahontas Song) (AU: ×2Doppelplatin )
- 2019: Runaway (AU: ×3Dreifachplatin )
- 2019: Four Feet In The Forest (AU: Gold)
- 2020: Intentions (22) (AU: Gold)
- 2020: Together (AU: Platin)
- 2020: Days In The Sun (AU: ×2Doppelplatin )
- 2020: Follow The Ocean (AU: Gold)
- 2020: Youngblood (AU: Gold)
- 2020: Together (Instrumental) (AU: Gold)
- 2021: Better Off (AU: Gold)
- 2021: Tell Me (AU: Gold)
- 2021: Don’t Get Caught Up (AU: Gold)
- 2021: Heartbeat (AU: Gold)
- 2021: Letting Go (AU: Gold)

## Belege
1. ↑  Ziggy Alberts interview. Swellnet, abgerufen am 19. Dezember 2022.
2. ↑  With so many new people discovering my music I feel like I should tell you a little more about me. Facebook, abgerufen am 19. Dezember 2022.
3. ↑  Ziggy Alberts: The golden boy who busked his way to success. ABC, abgerufen am 19. Dezember 2022.
4. ↑  With so many new people discovering my music I feel like I should tell you a little more about me. Facebook, abgerufen am 19. Dezember 2022.
5. ↑  Ziggy Alberts: The golden boy who busked his way to success. ABC, abgerufen am 19. Dezember 2022.
6. ↑  "Ziggy Alberts Bio". triplejunearthed, abgerufen am 19. Dezember 2022.
7. ↑  Across Land & Sea. Forte Mag, abgerufen am 19. Dezember 2022.
8. ↑  "Interview: ZIGGY ALBERTS". This is Radelaide, abgerufen am 19. Dezember 2022.
9. ↑  "Interview: ZIGGY ALBERTS". This is Radelaide, abgerufen am 19. Dezember 2022.
10. ↑  Ziggy Alberts Profile. Schoneberg, abgerufen am 19. Dezember 2022.
11. ↑  "Undiscovered Ziggy Alberts". Music Republic Magazine, abgerufen am 19. Dezember 2022.
12. ↑  Ziggy Alberts: The golden boy who busked his way to success. ABC, abgerufen am 19. Dezember 2022.
13. ↑  "ARIA Official: Congratulations to Ziggy Alberts". Facebook, abgerufen am 19. Dezember 2022.
14. ↑  Music Industry Responds To Fires In Australia. Celebrity access, abgerufen am 19. Dezember 2022.
15. ↑  Ziggy Alberts releases new single ‘don’t get caught up’. NME, abgerufen am 19. Dezember 2022.
16. ↑  Ziggy Alberts Criticised For Seemingly Anti-Vaxx And Anti-5G Lyrics In New Song. Musicfeeds, abgerufen am 19. Dezember 2022.
17. ↑  Byron Bay Artist Ziggy Alberts’ Latest Song Sounds Suspiciously Like An Anti-Vax Anthem. Pedestrian, abgerufen am 19. Dezember 2022.
18. ↑  Ziggy Alberts responds to backlash over controversial face mask comments. Triple J, abgerufen am 19. Dezember 2022.
19. ↑  Ziggy Alberts Releases Acoustic Album: “Truly Acoustic”. ZiggyAlberts.com, abgerufen am 19. Dezember 2022.
20. ↑  Ingrooves signs Ziggy Alberts’ Commonfolk Records to global distribution deal. The Music Network, abgerufen am 19. Dezember 2022.
21. ↑  Australian Ziggy Alberts Announces New Album And Releases New Single, ‘THE SUN & THE SEA’. Essentiallypop, abgerufen am 19. Dezember 2022.
22. ↑  Chartquellen: AU
23. ↑  Auszeichnungen für Musikverkäufe: AU

| Personendaten    | Personendaten                   |
| ---------------- | ------------------------------- |
| NAME             | Alberts, Ziggy                  |
| KURZBESCHREIBUNG | australischer Singer-Songwriter |
| GEBURTSDATUM     | Juli 1994                       |